# V732 Андромеды
V732 Андромеды (лат. V732 Andromedae) — двойная затменная переменная звезда типа W Большой Медведицы (EW) в созвездии Андромеды на расстоянии приблизительно 1187 световых лет (около 364 парсеков) от Солнца. Видимая звёздная величина звезды — от +12,9m до +12,35m. Орбитальный период — около 0,3592 суток (8,6216 часов).

## Характеристики
Первый компонент — жёлтый карлик спектрального класса G. Радиус — около 1,25 солнечного, светимость — около 1,16 солнечной. Эффективная температура — около 5350 K.
Второй компонент — жёлтый карлик спектрального класса G.